# Krásna Lúka
Krásna Lúka (allemand : Schönwies im Scharosch ) est un village de Slovaquie situé dans la région de Prešov.

## Histoire
Première mention écrite du village en 1329.

## Démographie

### Évolution de la population
| Année:               | 1994. | 2004.   | 2014.   | 2024.   |
| -------------------- | ----- | ------- | ------- | ------- |
| Nombre de personnes: | 692   | 743     | 705     | 647     |
| Différence:          |       | +7,36 % | -5,11 % | -8,22 % |

| Année:               | 2023. | 2024.   |
| -------------------- | ----- | ------- |
| Nombre de personnes: | 640   | 647     |
| Différence:          |       | +1,09 % |